# Chief Knowledge Officer
Der Chief Knowledge Officer (CKO) nimmt die Rolle des Wissensmanagers auf Vorstandsebene wahr. Insbesondere in Unternehmen, deren Kerngeschäft sich durch wissensbasierte Lösungen oder Dienstleistungen charakterisieren lässt, besteht die Aufgabe des CKO darin, eine Kultur des Wissensaustauschs im Sinne des Wissensmanagements zu etablieren und zu fördern. Dazu entwickelt der CKO Konzepte und Strategien, wie sich das „Unternehmenswissen“ mehren lässt, indem die einzelnen Mitarbeiter ihr Wissen so weit wie möglich externalisieren.